# Milù
Milù, eigentlich Anke Hachfeld, (* Mai 1973) ist eine deutsche Sängerin.

## Biografie
Hachfeld wandte sich im Alter von 16 Jahren der Musik zu. Bekannt ist Hachfeld für ihre 4-Oktaven-Stimme und ihren onomatopoetischen Gesang in ihrer eigenen Phantasiesprache.
Mit ihrer Band Mila Mar veröffentlichte sie in den Jahren 1998 bis 2003 vier Alben und drei Singles auf Strange Ways Records, die besonders in der Schwarzen und Worldmusic-Szene Anklang fanden. Durch Kooperationen mit Filmemachern entstand 2003 bis 2005 die Berliner Kurzfilmreihe Fucking Different zum Thema gleichgeschlechtliche Liebe und Sex. Der von Kristian Petersen produzierte Film wurde auf der Berlinale 2005 uraufgeführt. Ebenfalls vertreten ist Milù auf dem 2004 veröffentlichten Album Ich träum so leise von dir, ein Album zum Gedenken an die Lyrikerin Else Lasker-Schüler. Weitere Gäste waren Katja Riemann, Suzie Kerstgens (Sängerin der Band Klee) und Mieze Katz (Sängerin der Band Mia).
Im Jahr 2003 begann Milù eine Zusammenarbeit mit Christopher von Deylens Globaltrance-Projekt Schiller. Für das Schiller-Album Leben, auf dem Milù mit drei Liedern vertreten ist, die Single Liebe sowie Babel und More, erhält sie eine goldene Schallplatte. Auch das Nachfolgewerk Tag und Nacht, mit dem Titel „More“ von Milù, wird 2006 mit einer goldenen Schallplatte ausgezeichnet. Die Schiller-Tourneen spielt sie zusammen mit Peter Heppner (Wolfsheim) und Gary Wallis (Pink-Floyd-Liveschlagzeuger). Das Album Leben wurde in der englischen Fassung Life, mit dem Milù-Titel Love veröffentlicht.
Auf Konzerttourneen und Festivalauftritten war sie mit Mila Mar, Schiller, Wolfsheim, Mari Boine (Norwegen) und Youssou N’Dour (Senegal) unterwegs. Im Frühjahr 2007 startete sie die Konzertreihe Leichenschmaus-Tour durch Kulturkirchen und Theater.
2005 veröffentlichte Milù ihr erstes Soloalbum No Future in Gold auf Drakkar Records, welches noch federführend von ihrem Pianisten und Mitkomponisten Dirk Riegner produziert wurde. Vorab wurde im Dezember 2004 die Single Aus Gold – Milù mit Peter Heppner & Kim Sanders veröffentlicht. Aus Gold ist ein Statement gegen den Krieg. Die Erlöse aus dem Verkauf der Single wurden in Kooperation mit dem Deutschen Roten Kreuz afghanischen Kinderheimen gespendet (siehe Fundraising). Aus Gold erreichte Platz 60 der deutschen Singlecharts. Auf dem deutschsprachigen Album No Future in Gold setzt sich Milù vornehmlich mit der Unbestimmtheit und Endlichkeit des Lebens auseinander: „Weißt du noch, deine Kinderzeit, als der Zauber deine Tage stahl und die Welt sich nie drehte, nur immer mit dir war?“ (Zeitwaise aus No Future in Gold).
Ihr zweites Soloalbum Longing Speaks with Many Tongues erschien am 25. Januar 2008 bei Premium Records. Das Album ist weniger poplastig als sein Vorgänger.

## Diskografie

### Alben

#### Mit Mila Mar
- 1997: Mila Mar (Eigenverlag)
- 1998: Nova (Strange Ways Records)
- 2000: Elfensex (Strange Ways Records)
- 2003: Picnic on the Moon (Strange Ways Records)
- 2018: Haime
- 2020: Harrar

#### Mit Schiller
- 2003: Schiller mit Mila Mar * – Leben,Liebe: Single und Video, (Universal)
- 2004: Schiller mit Mila Mar * –Live Erleben & Leben – Die DVD, (Universal)
- 2004: Schiller mit Mila Mar * – Life“, „Love (englische Fassung): Single, (Universal)
- 2006: Schiller mit Mila Mar * – Tag & Nacht, Titel More; Longplayer, (Universal)

#### MiLù
- 2005: No Future in Gold (Drakkar)
- 2008: Longing Speaks With Many Tongues

### Singles
- 2000 (mit Mila Mar) Maid of Orleans und Silver Star (Strange Ways Records)
- 2003 (mit Mila Mar) Sense of Being (Strange Ways Records)
- 2004: MiLù mit Kim Sanders & Peter Heppner – Aus Gold Single und Video, (Drakkar)

### Projekte
- 2004: Angelzoom – Angelzoom: Newborn Sun (Nuclear Blast)
- 2004: Chamber – One Stolen Child: Engel (Rammstein-Cover) (Trisol)
- 2005: Else Lasker-Schüler Projekt mit MiLù – Ich träume so leise von dir, u. a. mit Mieze Katz, Katja Riemann und Gitte Haenning, Longplayer; Random House Audio: Titel: Mein Kind
- 2005: MiLù – Fucking Different, Filmmusik, GMfilm